# Leopard Cat FC
Leopard Cat Football Club (en chino, 大同足球隊; pinyin, Dàtóng zúqiúduì) es un equipo de fútbol de la República de China que juega en la Liga Premier de Fútbol de Taiwán, la liga de fútbol más importante del país.

## Historia
El Leopard Cat FC, anteriormente conocido como Tatung FC, es el club de fútbol más antiguo de Taiwán, fundado en 1969 en Taipéi por un grupo de empleados aficionados al fútbol de la corporación Tatung Electronics Company. Originalmente, el equipo estaba formado por trabajadores de la empresa que jugaban tras su jornada laboral y participaban en competiciones locales. A lo largo de su historia, el club ha mantenido una fuerte vinculación con Tatung, siendo durante décadas el único equipo del país controlado por una empresa privada, lo que hizo que muchos de sus jugadores combinaran el trabajo por las mañanas con los entrenamientos por las tardes.
En 1979, con la implementación del sistema de divisiones por parte de la Asociación de Fútbol de la República de China (CTFA), Tatung inició su camino desde la División B. Fue campeón de la Copa Nacional C.C.C. de dicha división durante tres años consecutivos (1982–1984), lo que le permitió ascender a la División A en 1986, donde se proclamó subcampeón ese mismo año. Durante la década de 1990, el club continuó creciendo, ganando varios torneos nacionales como la Copa F.A.C., y fortaleció su estructura al reclutar estudiantes de universidades deportivas como la Católica Fu Jen y la Universidad de Cultura China.
A partir de mediados de los noventa, el Tatung se consolidó como uno de los principales clubes del país, aunque su hegemonía fue eclipsada por el Taipower, su gran rival y equipo más laureado de Kaohsiung, que ganó la liga durante diez temporadas consecutivas entre 1994 y 2004. No fue hasta 2005 que Tatung rompió ese dominio y logró su primer título de liga, consolidando el clásico «dúo norte-sur» del fútbol taiwanés.
En 2016, el club inició una nueva etapa al asociarse con la Universidad de Taipéi, dejando atrás el modelo anterior basado en empleados de la empresa. Este cambio permitió una profesionalización mayor y trajo consigo nuevos éxitos. En 2017, Tatung ganó la edición inaugural de la Liga Premier de Taiwán, con Marc Fenelus como figura destacada al anotar 38 goles en la temporada. Posteriormente, el club ganó tres veces el Campeonato de la Liga de Primera División de Taiwán y fue certificado con la Licencia de Clubes de la AFC en 2020 para disputar competiciones continentales.
A nivel internacional, el club ha participado en tres torneos continentales, siendo su mejor actuación en la Copa Presidente de la AFC de 2006, donde alcanzó las semifinales y fue eliminado por el Vakhsh de Tayikistán.
Sin embargo, tras la temporada 2021, Tatung decidió dejar de financiar al equipo, lo que puso en riesgo su permanencia en la Liga Premier de Taiwán. Gracias al apoyo de figuras como Lin Liangjun y a la movilización de diversas fuerzas deportivas y sociales, el equipo logró transformarse en una entidad legal independiente. El 14 de enero de 2022, se llevó a cabo una asamblea general y una elección de nuevos directivos, en la que la concejal de Taipéi Miao Poya fue nombrada presidenta del club. Con este proceso, el club adoptó oficialmente el nuevo nombre de Leopard Cat FC (en chino, 臺灣石虎足球隊; pinyin, Táiwān Shíhǔ Zúqiú duì), cambió su escudo y sus colores oficiales para desvincularse de la empresa Tatung y asegurar su continuidad en la liga.
Desde su renacimiento como Leopard Cat FC, el equipo ha demostrado ser la fuerza dominante en el fútbol taiwanés, ganando tres veces consecutivas la Liga Premier de Taiwán. El club continúa su búsqueda activa de patrocinadores para garantizar su sostenibilidad y mantener su estatus como uno de los grandes emblemas del fútbol en la isla.

## Palmarés
- Enterprise Football League: 2

2005, 2006
- - Sub-Campeón: 10

1992, 1995, 1996, 1997, 1999, 2000-01, 2001-02, 2002-03, 2004, 2008, 2011
- Intercity Football League: 2

2007, 2013
- Copa CTFA: 3

1990, 1996, 2005
- President's Cup: 2

1997, 1998
- Peace Invitational Challenge Cup: 1

2006
- World Chinese Cup Invitational Championship: 1

2005
- Hawaii Challenge Cup: 1

2005

## Participación en competiciones de la AFC
- President's Cup: 3 apariciones

2006 - Semifinales
2007 - Fase de grupos
2013 - Fase de grupos

## Cuerpo Técnico
| Entrenador:                | Chiang Mu-tsai                    |
| Asistentes:                | Chang Shan-juh, Huang Chung-chiao |
| Asistentes del Entrenador: | Yang Hung-li, Chang Kuo-chen      |
| Administrador:             | Lee Chia-Chung                    |